# Barbera (blauw druivenras)

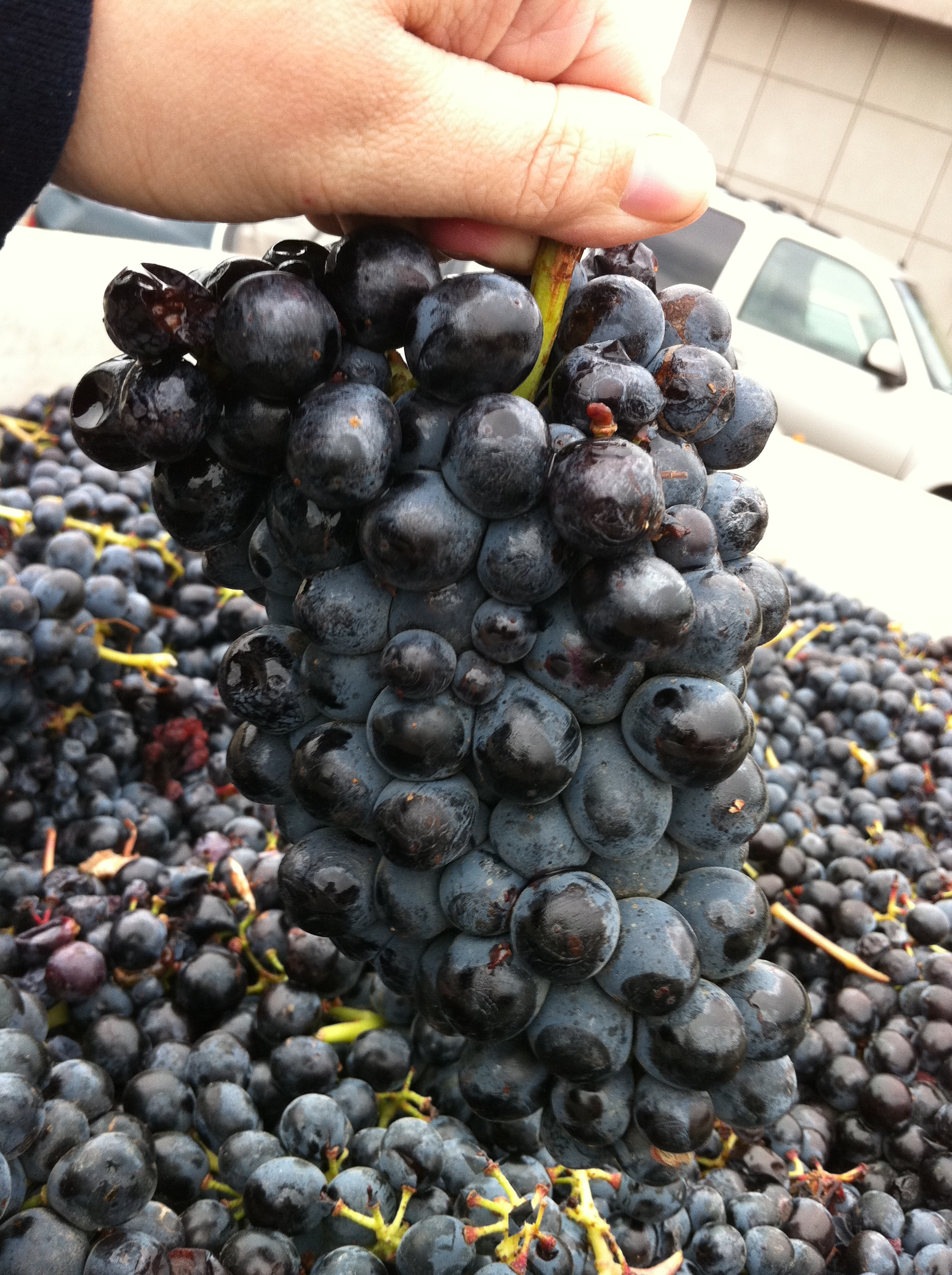
Barbera druif

De Barbera is een overwegend blauwe druivensoort die vooral voorkomt in het noordwesten van Italië met name in Piëmont. Er is ook een weinig verbouwde witte soort "Barbera Bianca".

## Geschiedenis
Het werd tot voor kort algemeen aangenomen dat dit ras ontstaan was in de heuvels van Monferrato, dat midden in de regio Piëmont ligt. Maar inmiddels zijn er sterke aanwijzingen dat de druif afkomstig is uit de streek rondom Asti, waar deze druif aan het einde van de 18e eeuw wordt beschreven door de Italiaanse botanicus Nuvolone Pergamo. Het duurde echter tot het einde van de 19e eeuw voordat deze variëteit belangrijk werd. Recent DNA-onderzoek heeft uitgewezen dat dit ras niet verwant is aan de andere soorten uit Piëmont, dus zal meer onderzoek nodig zijn om de oorsprong van de Barbera te vinden.

## Kenmerken

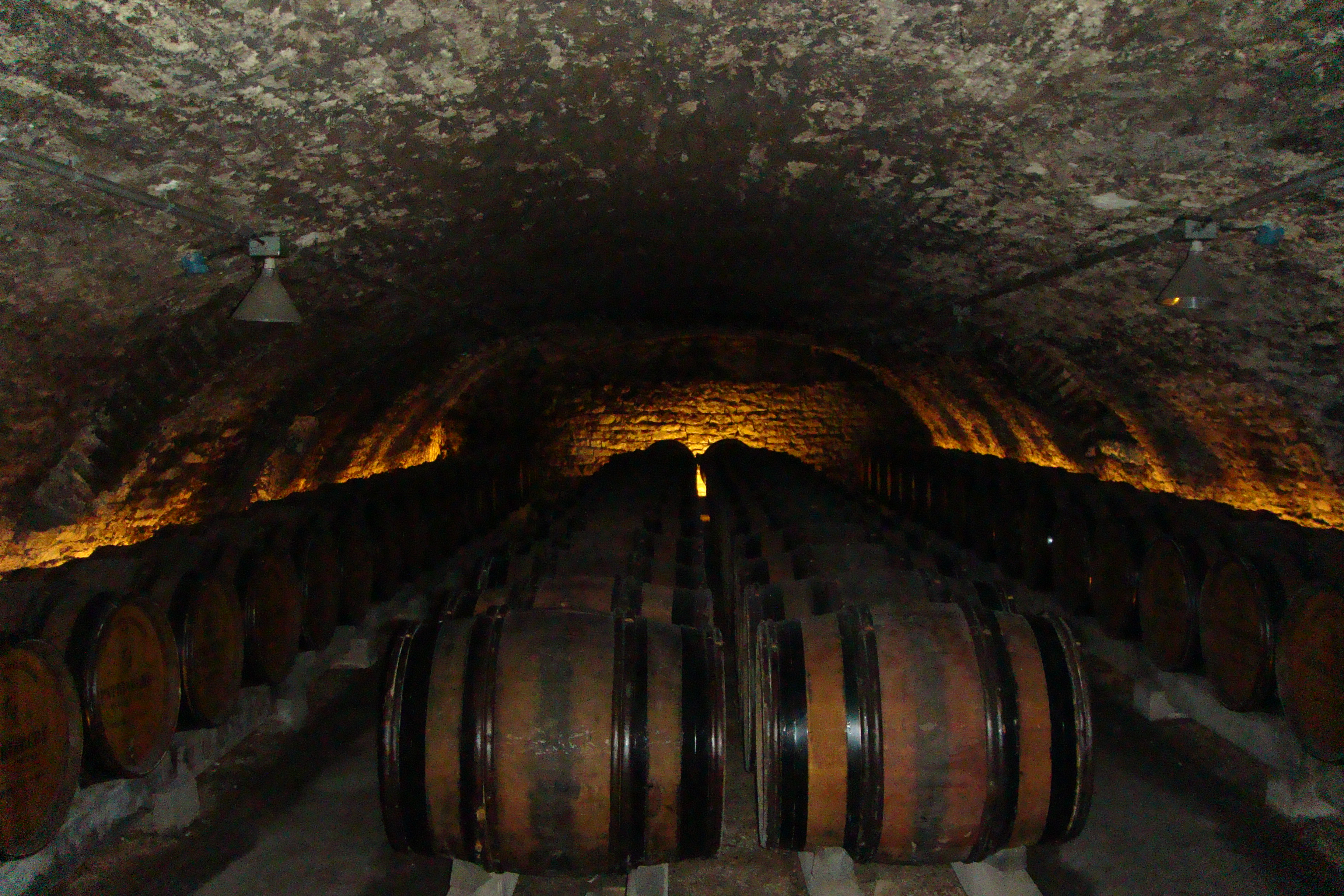
de wijn rijpt op eikenhouten vaten, in het geval van de beste Barbera's tot 12 maanden.

Het is een blauwe druivensoort die probleemloos op allerlei bodemsoorten gedijt en een royaal volume per hectare kan leveren tot wel 70 hectoliter per hectare. Kenmerkend voor wijn van deze druif is een hoge natuurlijke zuurgraad, een licht bitter aroma van kersen en aalbessen met een laag tannine-gehalte. Lang werd Barbera als een tweederangs druif beschouwd. Sinds de jaren tachtig van de 20e eeuw is men in toenemende mate kwaliteitswijnen van deze druif gaan maken.
De Barbera d'Asti en de Barbera Monferrato Superiore hebben de DOCG-status terwijl de Barbera d'Alba en de Barbera Monferrato  beiden de DOC-status hebben.
Hoge opbrengsten genereren heel lichte en dunne wijnen, maar wordt de opbrengst laag gehouden dan worden kostbare wijnen gemaakt die door hun lageren op eikenhouten vaten, jaren bewaard kunnen worden.

## Gebieden
In Italië wordt dit ras verbouwd op ongeveer 30.000 hectare. Behalve in de regio Piëmont komt de druif ook voor in de regio's Lombardije en Emilia-Romagna. De witte variëteit beslaat zo'n 300 hectare (2000).
Buiten Italië is er aanplant in Californië (7.000 hectare), Argentinië (900 hectare), Slovenië (150 hectare) en Zuid-Afrika.

## Synoniemen
- Barber a Raspo Rosso
- Barbera a Peduncolo Rosso
- Barbera a Peduncolo Verde
- Barbera a Raspo Verde
- Barbera Amaro
- Barbera Black
- Barbera Blaue

- Barbera Crna
- Barbera d'Asti
- Barbera Dolce
- Barbera Fina
- Barbera Fine
- Barbera Forte
- Barbera Grossa

- Barbera Mercantile
- Barbera Nera
- Barbera Noire
- Barbera Nostrana
- Barbera Rosa
- Barbera Vera

- Barberone
- Cosses Barbusen
- Gaietto
- Lombardesca
- Sciaa